# In the Flesh Tour
In the Flesh Tour bylo koncertní turné britské progresivně rockové skupiny Pink Floyd. Skupina na něm představovala své nové album Animals a také starší Wish You Were Here. Na většině koncertů skupina přehrála celá obě alba. Turné bylo rozděleno na dvě části, Evropskou a Americkou.

## Skupina

### Pink Floyd
- David Gilmour – sólová kytara, zpěv
- Roger Waters – basová kytara, rytmická kytara, zpěv
- Rick Wright – klávesy
- Nick Mason – bicí

### Doprovodná skupina
- Snowy White – rytmická kytara, basová kytara
- Dick Parry – saxofon, doprovodný zpěv

## Setlist
Na většině koncertů odehrály tyto skladby:
- První set: Animals

1. Sheep
2. Pigs on the Wing 1
3. Dogs
4. Pigs on the Wing 2
5. Pigs (Three Different Ones)

- Druhý set: Wish You Were Here

1. Shine On You Crazy Diamond (Parts I–V)
2. Welcome to the Machine
3. Have a Cigar
4. Wish You Were Here
5. Shine On You Crazy Diamond (Parts VI–IX)

- Přídavek

1. Money
2. Us and Them

## Koncerty

### Část 1: Evropa
| Datum           | Město                 | Stát       | Místo             |
| --------------- | --------------------- | ---------- | ----------------- |
| 23. ledna 1977  | Dortmund              | Německo    | Westfalenhalle    |
| 24. ledna 1977  | Dortmund              | Německo    | Westfalenhalle    |
| 26. ledna 1977  | Frankfurt nad Mohanem | Německo    | Festhalle         |
| 27. ledna 1977  | Frankfurt nad Mohanem | Německo    | Festhalle         |
| 29. ledna 1977  | Berlín                | Německo    | Deutschlandhalle  |
| 30. ledna 1977  | Berlín                | Německo    | Deutschlandhalle  |
| 1. února 1977   | Vídeň                 | Rakousko   | Stadthalle        |
| 3. února 1977   | Curych                | Švýcarsko  | Hallenstadion     |
| 4. února 1977   | Curych                | Švýcarsko  | Hallenstadion     |
| 17. února 1977  | Rotterdam             | Nizozemsko | Sportpaleis Ahoy  |
| 18. února 1977  | Rotterdam             | Nizozemsko | Sportpaleis Ahoy  |
| 19. února 1977  | Rotterdam             | Nizozemsko | Sportpaleis Ahoy  |
| 20. února 1977  | Antverpy              | Belgie     | Sportpaleis       |
| 22. února 1977  | Paříž                 | Francie    | Pavillon de Paris |
| 23. února 1977  | Paříž                 | Francie    | Pavillon de Paris |
| 24. února 1977  | Paříž                 | Francie    | Pavillon de Paris |
| 25. února 1977  | Paříž                 | Francie    | Pavillon de Paris |
| 27. února 1977  | Mnichov               | Německo    | Olympiahalle      |
| 28. února 1977  | Mnichov               | Německo    | Olympiahalle      |
| 1. března 1977  | Mnichov               | Německo    | Olympiahalle      |
| 15. března 1977 | Londýn                | Anglie     | Wembley Arena     |
| 16. března 1977 | Londýn                | Anglie     | Wembley Arena     |
| 17. března 1977 | Londýn                | Anglie     | Wembley Arena     |
| 18. března 1977 | Londýn                | Anglie     | Wembley Arena     |
| 19. března 1977 | Londýn                | Anglie     | Wembley Arena     |
| 28. března 1977 | Stafford              | Anglie     | New Bingley Hall  |
| 29. března 1977 | Stafford              | Anglie     | New Bingley Hall  |
| 30. března 1977 | Stafford              | Anglie     | New Bingley Hall  |
| 31. března 1977 | Stafford              | Anglie     | New Bingley Hall  |

### Část 2: Amerika
| Datum            | Město                   | Stát          | Místo                            |
| ---------------- | ----------------------- | ------------- | -------------------------------- |
| 22. dubna 1977   | Miami, Florida          | Spojené státy | Miami Stadium                    |
| 24. dubna 1977   | Tampa, Florida          | Spojené státy | Tampa Stadium                    |
| 26. dubna 1977   | Atlanta, Georgie        | Spojené státy | The Omni                         |
| 28. dubna 1977   | Baton Rouge, Louisiana  | Spojené státy | LSU Assembly Center              |
| 30. dubna 1977   | Houston, Texas          | Spojené státy | Jeppesen Stadium                 |
| 1. května 1977   | Fort Worth, Texas       | Spojené státy | Tarrant County Convention Center |
| 4. května 1977   | Phoenix, Arizona        | Spojené státy | Veterans Memorial Coliseum       |
| 6. května 1977   | Los Angeles, Kalifornie | Spojené státy | Anaheim Stadium                  |
| 7. května 1977   | Los Angeles, Kalifornie | Spojené státy | Anaheim Stadium                  |
| 9. května 1977   | Oakland, Kalifornie     | Spojené státy | Oakland-Alameda County Coliseum  |
| 10. května 1977  | Oakland, Kalifornie     | Spojené státy | Oakland-Alameda County Coliseum  |
| 12. května 1977  | Portland, Oregon        | Spojené státy | Memorial Coliseum                |
| 15. června 1977  | Milwaukee, Wisconsin    | Spojené státy | County Stadium                   |
| 17. června 1977  | Louisville, Kentucky    | Spojené státy | Freedom Hall                     |
| 19. června 1977  | Chicago, Illinois       | Spojené státy | Soldier Field                    |
| 21. června 1977  | Kansas City, Missouri   | Spojené státy | Kemper Arena                     |
| 23. června 1977  | Cincinnati, Ohio        | Spojené státy | Riverfront Coliseum              |
| 25. června 1977  | Cleveland, Ohio         | Spojené státy | Municipal Stadium                |
| 27. června 1977  | Boston, Massachusetts   | Spojené státy | Boston Garden                    |
| 28. června 1977  | Filadelfie, Pensylvánie | Spojené státy | The Spectrum                     |
| 29. června 1977  | Filadelfie, Pensylvánie | Spojené státy | The Spectrum                     |
| 1. července 1977 | New York City, New York | Spojené státy | Madison Square Garden            |
| 2. července 1977 | New York City, New York | Spojené státy | Madison Square Garden            |
| 3. července 1977 | New York City, New York | Spojené státy | Madison Square Garden            |
| 4. července 1977 | New York City, New York | Spojené státy | Madison Square Garden            |
| 6. července 1977 | Montreal, Québec        | Kanada        | Olympic Stadium                  |